# Roger Garaudy
Roger Garaudy (* 17. Juli 1913 in Marseille; † 13. Juni 2012 in Chennevières-sur-Marne, Département Val-de-Marne) war ein französischer Politiker (Kommunistische Partei Frankreichs), Philosoph und Hochschullehrer. Von 1945 bis 1951 und von 1956 bis 1958 war er Mitglied der Nationalversammlung und von 1956 bis 1959 Mitglied des Senats. Als führender Reformkommunist wandte er sich ab den 1960er Jahren wieder dem Christentum zu und wurde 1970 aufgrund seines Eintretens gegen die Niederschlagung des Prager Frühlings aus der Partei ausgeschlossen. Als Professor für Kunstgeschichte bzw. Philosophie lehrte er von 1962 bis 1965 an der Universität Clermont-Ferrand sowie von 1969 bis 1972 an der Universität Poitiers. 1982 trat er, nachdem er zwischenzeitlich als Protestant und Katholik gelebt hatte, zum Islam über und instrumentalisierte später für seine antizionistischen Bestrebungen auch die Leugnung des Holocaust, wofür er 1998 zu einer Bewährungsstrafe verurteilt wurde.

## Leben
Zunächst als Protestant aufgewachsen, wurde Garaudy als Student Mitglied der Kommunistischen Partei Frankreichs (KPF). Im Zweiten Weltkrieg wurde er zur französischen Armee eingezogen und wurde ein Jahr nach der vorläufigen Niederlage Frankreichs vom Vichy-Regime in ein algerisches Internierungslager deportiert, wo er 1943 befreit wurde und danach für einen Sender des Freien Frankreich arbeitete. 1953 wurde er an der Sorbonne promoviert und lehrte als Professor für Kunstgeschichte bzw. Philosophie von 1962 bis 1965 an der Universität Clermont-Ferrand sowie von 1969 bis 1972 an der Universität Poitiers. Als Mitglied des Zentralkomitees der KPF war er für sie von 1945 bis 1951 und von 1956 bis 1958 Abgeordneter der Nationalversammlung und von 1956 bis 1959 Mitglied des Senats. Seit 1962 leitete er das Centre d’Études et de Recherches Marxistes. Als Chefideologe seiner Partei entwickelte er reformkommunistische Vorstellungen. 1965 wurde er zum Kritiker der orthodoxen Parteilinie und trat später für einen Dialog mit dem Christentum ein, wobei er selbst zum Katholizismus konvertierte. Seine Kritik des Einmarsches der Truppen des Warschauer Pakts in die ČSSR 1968 führte zum Bruch mit der KPF, die ihn 1970 ausschloss.
In den siebziger Jahren setzte sich Garaudy für einen Dialog der Weltreligionen unter sozialistischer Zukunftsperspektive ein. Mit Unterstützung aus linksalternativen und ökologischen Kreisen versuchte er 1981, für die französische Präsidentschaftswahl zu kandidieren, konnte aber die notwendigen 500 Unterschriften von Amtsträgern nicht aufbringen.
Nach seiner Heirat mit einer Palästinenserin trat er 1982  zum Islam über und wurde zunehmend zum Antizionisten. Zudem wandte er sich gegen die Politik der USA, denen er Lobbyismus für den Staat Israel vorwarf. 1986 erhielt er den König-Faisal-Preis für Verdienste um den Islam.
Wegen Leugnung des Holocausts, rassistischer Verleumdung und Anstachelung zum Rassenhass in seinem 1996 erschienenen Buch Les Mythes fondateurs de la politique israélienne wurde Garaudy 1998 von einem französischen Gericht zu einer Bewährungsstrafe von neun Monaten und Zahlung von 160.000 Francs verurteilt. Das Urteil wurde 2003 vom Europäischen Gerichtshof für Menschenrechte bestätigt.
Garaudy erhielt im Jahr 2002 neben anderen Autoren den mit 250.000 US-Dollar dotierten „Al-Gaddafi International Prize for Human Rights“ des damaligen libyschen Staatschefs Muammar al-Gaddafi.

## Werke
- Karl Marx (1964), deutsche Übersetzung von Gertrud Müller unter dem Titel Die Aktualität des Marxschen Denkens. Mit einem Vorwort von Alfred Schmidt. Frankfurt: Europäische Verlagsanstalt; Wien: Europa-Verlag, 1969.
- Dieu est mort (Gott ist tot), 1965
- Marxisme du XXeme siècle (Marxismus im 20. Jahrhundert), 1966
- Le grand tournant du socialisme (Die große Wende des Sozialismus), 1969
- Die Alternative - Ein neues Modell der Gesellschaft jenseits von Kapitalismus und Kommunismus, Molden-Verlag, 1972
- Parole d’homme (Menschenwort), 1975
- Appel aux vivants (Aufruf an die Lebenden), 1979
- L'Islam Habite Notre Avenir, 1981
- Les Orateurs de la Révolution française, 1991
- A Contre – Nuit, 1992
- Avons-nous besoin de Dieu? (Brauchen wir Gott?), 1993
- Promesses de l’Islam (Verheißung Islam), SKD Bavaria, München, 1994.
- Les Mythes fondateurs de la politique israélienne, 1996[9]
- Le terrorisme occidental, 2004